# Mistrzostwa Polski Par Klubowych na Żużlu 1980
Mistrzostwa Polski Par Klubowych na Żużlu 1980 – zawody żużlowe, mające na celu wyłonienie medalistów mistrzostw Polski par klubowych w sezonie 1980. Rozegrano trzy turnieje ćwierćfinałowe, dwa półfinałowe oraz finał, w którym zwyciężyli zawodnicy Unii Leszno.

## Finał
- Zielona Góra, 31 lipca 1980
- Sędzia: Roman Cheładze

| Miejsce | Kluby                | Suma | Zawodnicy                       | Punkty                       |
| ------- | -------------------- | ---- | ------------------------------- | ---------------------------- |
| złoto   | Unia Leszno          | 21   | Bernard Jąder Czesław Piwosz    | 14 (3,3,2,3,3) 7 (2,u,1,2,2) |
| srebro  | Stal Gorzów Wlkp.    | 19   | Jerzy Rembas Marek Towalski     | 15 (3,3,3,3,3) 4 (1,1,0,d,2) |
| brąz    | Start Gniezno        | 18   | Eugeniusz Błaszak Leon Kujawski | 13 (3,2,3,2,3) 5 (0,1,2,1,1) |
| 4       | Falubaz Zielona Góra | 13   | Henryk Olszak Jan Krzystyniak   | 8 (2,2,3,1,0) 5 (1,1,2,0,1)  |
| 5       | Polonia Bydgoszcz    | 10   | Henryk Glücklich Marek Ziarnik  | 4 (0,0,1,2,1) 6 (2,3,0,1,0)  |
| 6       | Sparta Wrocław       | 9    | Robert Słaboń Henryk Jasek      | 8 (1,2,0,3,2) 1 (0,0,1,0,0)  |